# San Miguel (Málaga)

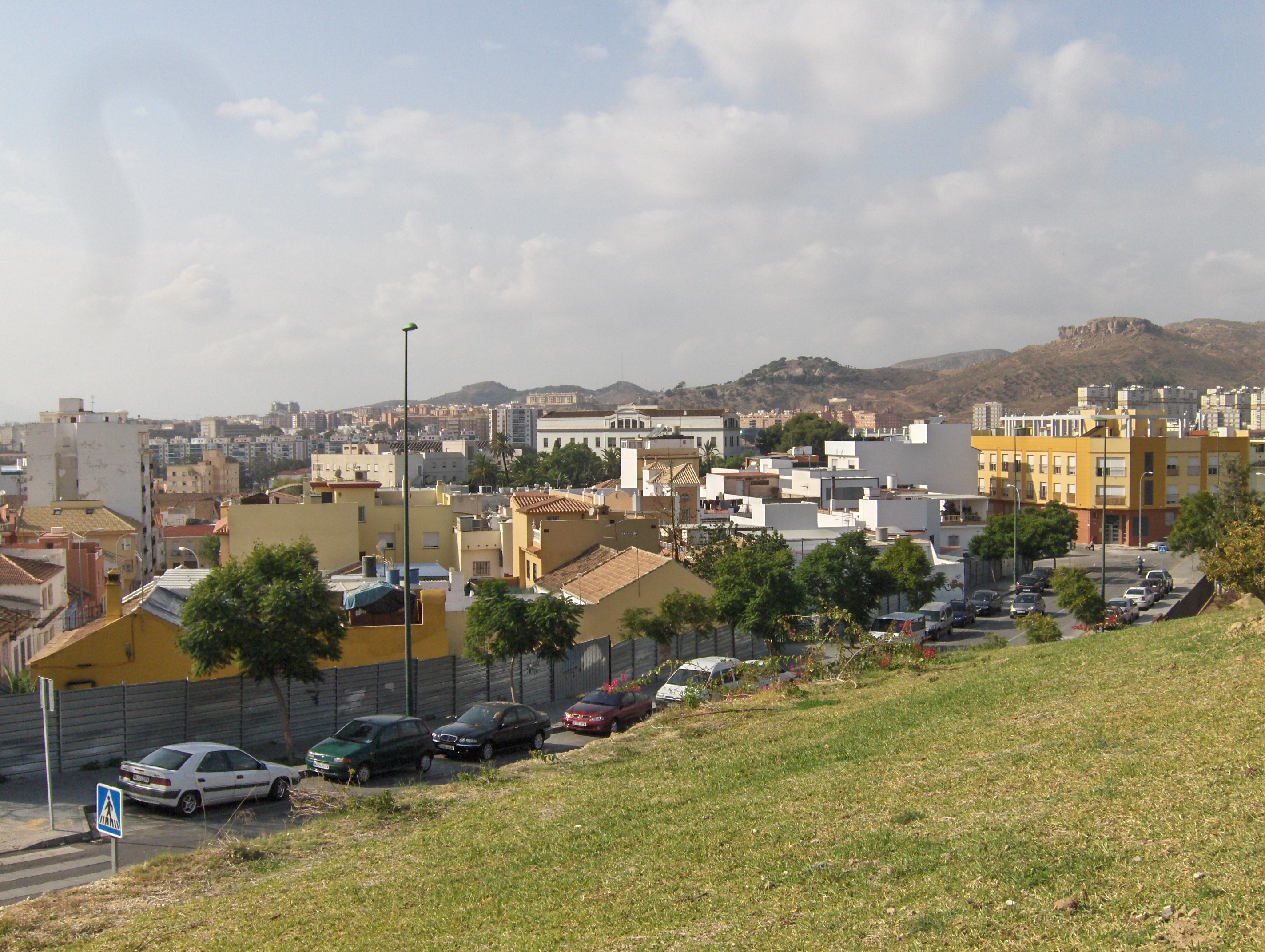
Vista del barrio de San Miguel desde el parque homónimo.

San Miguel es un barrio que pertenece al distrito Centro de la ciudad andaluza de Málaga, España. Según la delimitación oficial del ayuntamiento, San Miguel limita al este con el barrio de Olletas; al sur con el barrio de Capuchinos; al oeste con Segalerva; y al norte con Las Flores y Pinares de Olletas.
En este barrio se encuentra el monumental cementerio de San Miguel.

## Transporte
En autobús queda conectado mediante las siguientes líneas de la EMT: 
| Línea | Trayecto                                   | Recorrido | Frecuencia    |
| ----- | ------------------------------------------ | --------- | ------------- |
| C2    | Circular 2                                 | Recorrido | 11-12 minutos |
| 1     | Parque del Sur - Avda. Europa (San Andrés) | Recorrido | 8-9 minutos   |
| 26    | Alameda Principal - Alegría de la Huerta   | Recorrido | 15 minutos    |
| 30    | Alameda Principal - Mangas Verdes          | Recorrido | 45-50 minutos |
| N2    | Plaza de la Marina - Circular              | Recorrido | 50-55 minutos |